# آراجادزور (مارتاکرت)
آراجادزور (به ارمنی: Առաջաձոր) یک منطقهٔ مسکونی در جمهوری آرتساخ است که در استان مارتاکرت واقع شده‌است.